# 手がクリームパン
手がクリームパン（てがクリームパン）は、日本の女性シンガーソングライター。

## 来歴
2020年にTikTokにオリジナル曲の弾き語り動画を投稿。
2021年に、楽曲「特別じゃなくても君を想ってる」でデビュー。実話から生まれた等身大のラブソング「会いたいな」が中高生の間で話題となり、LINE MUSICリアルタイムランキング2位、Spotifyバイラルにチャートインする。
「〜夢のオーディションバラエティー〜Dreamer Z」（テレビ東京）のTikTok弾き語りシンガードラマ主題歌オーディションに参加し、セミファイナルで3位となる。
2022年のTVドラマ「パパとムスメの7日間」のオープニング曲に、自身のキャリアを通じて初めてドラマのために書き下ろした楽曲「弱虫のち晴れ」が抜擢された。

## 人物
- 名前の由来は、太っていた時期に友達から「手がクリームパンみたいだね」と言われたことから[5]。
- りりあ。に憧れ、恋する女子の応援歌を歌う[5]。
- 大学では経営学を専攻[5]。

## ディスコグラフィ
- 特別じゃなくても君を想ってる（2021年8月18日） - 「パパとムスメの7日間」OP曲[4][6]
- 会いたいな（2021年12月29日）
- キミとの日々を忘れない（2022年3月21日）
- 弱虫のち晴れ（2022年8月3日）
- 1%の奇跡（2022年9月4日）
- 幸せだったね（2022年12月21日）
- 推しへの感謝のうた（2023年2月22日）
- 君の好きな人が私だったらいいな（2023年4月26日）
- 拝啓元恋人へ（2023年12月20日）
- 会えなくても繋がってる（2024年5月29日） - tvk「音楽缶」2024年6月OPテーマ[1]
- 儚き遠恋 (feat. 手がクリームパン)（2024年6月12日）

## メディア出演

### ラジオ
- 恋する♡クリームパン（2024年1月3日 - 、FMヨコハマ）[2]

### ライブ
- 東京オートサロン2024（2024年1月13日） - Special LIVE 出演